# Donjimeno
Donjimeno település Spanyolországban, Ávila tartományban. Donjimeno San Vicente de Arévalo, Cabezas de Alambre, Constanzana, Fuente el Saúz és Langa, Castile-Leon községekkel határos. Lakosainak száma 72 fő (2024).

## Népesség
A település népessége az utóbbi években az alábbiak szerint változott:
| Lakosok száma | 137  | 130  | 116  | 104  | 107  | 88   | 80   | 78   | 72   | 72   |
|               | 2001 | 2004 | 2006 | 2009 | 2011 | 2014 | 2016 | 2019 | 2021 | 2024 |